# Johann Jakob Bodmer
Johann Jakob Bodmer (ur. 19 lipca 1698 w Greifensee, zm. 2 stycznia 1783 w Zurychu) – szwajcarski historyk, krytyk literacki i poeta.

## Życiorys
Urodził się 19 lipca 1698 w Greifensee. W latach 1721–1723 współredagował tygodnik Die Discourse der Mahlern, wzorowany na brytyjskim The Spectator. Od 1725 roku pracował jako nauczyciel historii helweckiej w szkole w Zurychu, a od 1737 roku zasiadał w tamtejszej legislaturze kantonalnej. Jego najbardziej znanymi traktatami były Von dem Einfluss und Gebrauche der Einbildungs-Kraft (wydany w 1727), Von dem Wunderbaren in der Poesie (wydany w 1740) i Critische Betrachtungen über die poetischen Gemälde der Dichter (wydany w 1741), w których wzywał do uwolnienia wyobraźni literackiej z ograniczeń nałożonych przez francuski neoklasycyzm. Prowadził także obszerne badania nad twórczością Williama Szekspira, Torquata Tassa, Dantego Alighieri i Miguela de Cervantesa, a także przetłumaczył teksty Homera w heksametrze. Popierał poglądy Monteskiusza i Jana Jakuba Rousseau, dzięki czemu jest uważany za prekursora Johanna Gottfrieda Herdera. Zmarł 2 stycznia 1783 roku w Zurychu.